# Напівпустеля афганських гір
Напівпустеля афганських гір (ідентифікатор WWF: PA1301) — палеарктичний екорегіон пустель і склерофітних чагарників, розташований в Афганістані

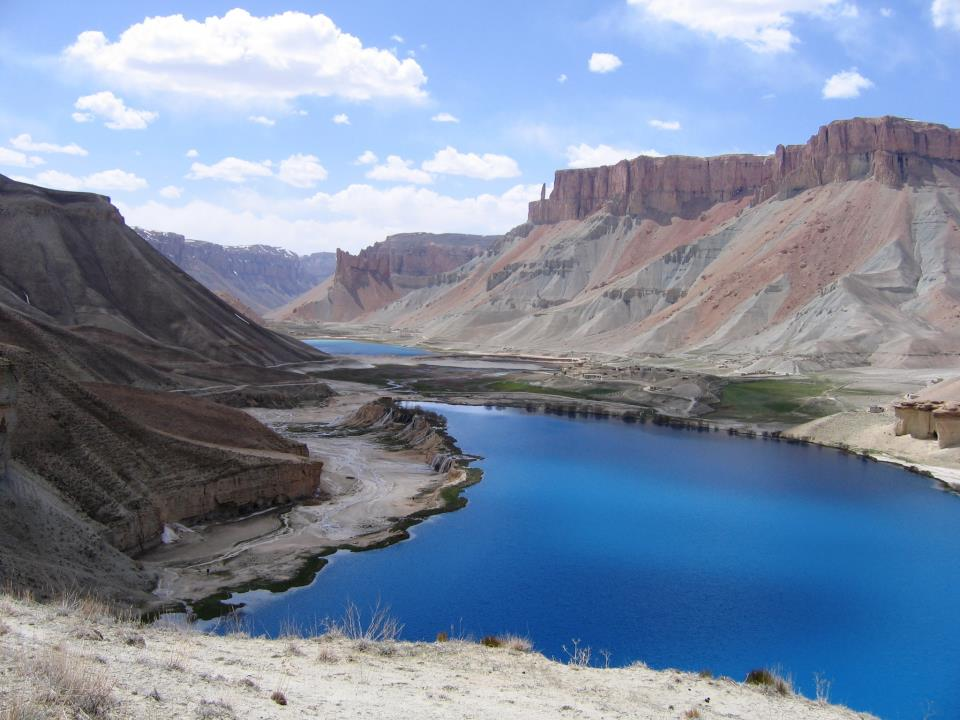
Ланшдафт національного парку Банд-е Амір

## Географія
Екорегіон напівпустелі афганських гір включає три окремі субрегіони, розташовані в посушливих долинах Середньоафганських гір, що є західним продовженням Гіндукушу. Західний субрегіон охоплює долину річки Теджен, на захід і схід від міста Чагчаран. Центральний субрегіон охоплює Баміанську долину, його середня висота становить 2550 м над рівнем моря. Східний субрегіон розташований на північних схилах Гіндукушу в провінції Бадахшан, на південь від Файзабаду. Загалом висота регіону коливається від 1155 до 5841 м над рівнем моря, середня висота становить 2897 м над рівнем моря. Найвищою точкою регіону є гора Кохе-Коран, розташована у східному субрегіоні. На північ від регіону розташовані склерофітні рідколісся Паропамізу, а у високогір'ях на південь від нього — альпійські луки Горату та Хазареджату та альпійські луки Гіндукушу.

## Клімат
В межах екорегіону переважає напівпустельний клімат (BSk за класифікацією кліматів Кеппена). Середньорічна темпераура становить 4,2 °C, середня максимальна температура 31 °C, середня мінімальна температура  - 16,2 °C. Середня кількість опадів коливається від 250 до 300 мм, місцями до 500 мм.

## Флора і фауна
Дві третини площі екорегіону мають рослинний покрив, решта його позбавлена. На 10 % площі екорегіону, переважно в долинах річок, ростуть колючі чагарникові зарості та невисокі вічнозелені колючі дерева. Висота кущів зазвичай не перевищує 1,5 м. Серед поширених в регіоні чагарників слід відзначити дикий мигдаль (Prunus amygdalus) і фісташку (Pistacia), а також паролист (Zygophyllum), лутигу (Atriplex), колючолист (Acanthophyllum) та кузинії (Cousinia). Серед трав'янистих рослин переважають різні види тонконогу (Poa), житняку (Agropyron), ковили (Stipa), костриці (Festuca) та осоки (Carex). Широко поширеними видами є бульбистий тонконіг (Poa bulbosa), пустельна осока (Carex pachystylis) та різні види полину (Artemisia). В деяких районах провінції Баміан домінує курай (Salsola).
В екорегіоні зареєстровано 95 видів хребетних тварин. Серед рідкісних видів ссавців, поширених в регіоні, слід відзначити уріала (Ovis vignei), сибірського козла (Capra sibirica), кашмірську кабаргу (Moschus cupreus), гімалайського ведмедя (Ursus thibetanus), леопарда (Panthera pardus) та снігового барса (Panthera uncia). Також тут зустрічаються рідкісні перелітні і місцеві птахи, зокрема білоголові савки (Oxyura leucocephala), степові орли (Aquila nipalensis), балабани (Falco cherrug), орлани-довгохвости (Haliaeetus leucoryphus) та стерв'ятники (Neophron percnopterus).

## Збереження
Оцінка 2017 року показала, що 569 км², або 1 % екорегіону, є заповідними територіями. Природоохоронні території включають Національний парк Банд-е Амір та Національний парк Аджарської долини.